# Finn Harps Football Club
Maillots
Actualités
Dernière mise à jour : 22 août 2024.
Finn Harps Football Club (en irlandais : Cumann Peile Chláirsigh na Finne) est un club de football irlandais participant au championnat d'Irlande de football en Premier Division, la première division nationale. Le club est basé à Ballybofey, une petite ville du Comté de Donegal et joue ses matchs à domicile à Finn Park. Finn Harps a été fondé en 1954 et a intégré le championnat d’Irlande en 1969. Ses couleurs sont le bleu et le blanc. Le principal succès du club est une victoire en Coupe d'Irlande de football en 1973-1974 et le titre de champion de First Division en 2004. À cause de fréquents aller-retour entre la première et la deuxième division, le club a hérité du surnom péjoratif de club yo-yo.
Finn Harps a comme meilleur ennemi dans le football irlandais le club de Derry City FC qu’il rencontre deux fois par an lors du derby du nord-ouest.

## Histoire

### Les premières années
Finn Harps a été fondé en 1954 comme club de jeunes dévoué à la formation, sans équipe sénior. Le nom du club provient de la rivière Finn qui traverse la ville de Ballybofey et du symbole traditionnel irlandais, la harpe celtique. La première victoire notable du club date de 1968 quand Finn Harps a remporté la Coupe d’Irlande Junior. Ce succès a été complété l’année suivante par une victoire en Coupe d’Irlande intermédiaire, une coupe réservée aux clubs senior non professionnels.
Ces deux victoires décident les directeurs du club Fran Fields et Patsy McGowan à demander à participer au championnat d'Irlande de football. Le club est admis en mai 1969 et joue son tout premier match en senior contre le géant irlandais Shamrock Rovers le 17 août 1969. Finn Harps perd la rencontre sur le score sans appel de 10 buts à 2. Après ces débuts très difficiles, et après avoir dû faire face aux critiques faites à la Ligue pour les avoir accepté dans le championnat, Finn Harps devient une place forte du football irlandais dès les années 1970.

### Les années 70, une décennie faste
Finn Harps remporte son premier trophée senior, la Dublin City Cup, en 1971-1972 en battant les Cork Hibernians en finale à Dalymount Park. Deux années après, le même stade est le théâtre de la plus grande victoire du club, la Coupe d'Irlande de football. Deux buts de Brendan Bradley et un de Charlie Ferry permettent au club de battre St. Patrick's Athletic FC. Finn Harps se qualifie ainsi pour sa première Coupe d'Europe. L’année suivante, en Coupe d'Europe des vainqueurs de coupe, le club du Donegal perd au premier tour contre les turcs de Bursaspor. Finn Harps participera au cours des années 1970 à trois autres coupes d’Europe, en Coupe UEFA. Ses adversaires ont été Aberdeen FC, Derby County and Everton FC. Jamais Finn Harps n’a réussi à battre un de ses adversaires.
Le club de Ballybofey se hisse une nouvelle fois en finale d’une Coupe, cette fois la Coupe de la Ligue d'Irlande de football en 1974 et 1975. Il perd malheureusement les deux matchs respectivement contre Waterford United et Bohemian FC. Au cours des années 1970, le club a toujours terminé le championnat dans la première moitié. Il était réputé pour son style offensif et son jeu attractif.

### Un lent déclin
Les années 1980 ont vu le déclin progressif du club en matière sportive, les Finn Harps n’arrivant plus à rivaliser avec les meilleurs clubs du pays. Une demi-finale de la Coupe d’Irlande en 1981 et une finale du Shield sont les deux points d’orgue de la décennie. À partir de 1985, Finn Harps évolue en deuxième division, la nouvellement formée First Division. La direction du club effectue alors une série de changements de managers dans le but de reconstruire une équipe et de retrouver la première division. Mais ce n’est pas avant les années 1990 que vont arriver les premières satisfactions. Patsy McGowan deviant le manager du club pour la troisième fois a commencement de la saison 1992-1993. Vont se succeder trois saisons au terme desquelles Finn Harp termine deux fois à une des trois premières places de la First Division ce qui lui permet de se qualifier pour les matchs de barrage d’accession à la Premier Division. Finn Harp échouera à chaque fois contre Cobh Ramblers FC puis Athlone Town. McGowan est remplacé sans que Finn Harp n’accède à l’élite du football irlandais. Il faut attendre la saison 1995-1996 pour que la délivrance arrive enfin, après onze années successives en deuxième division. Pendant l’été 1996, un consortium d’hommes d’affaire fait une proposition pour prendre le contrôle le club. Cette offre est rejetée par l’équipe dirigeante. Mais la crise est profonde. Certains membres du comité directeur démissionnent. Charlie McGeever est nommé manager. Il arrive à construire autour de lui une équipe pour l’ouverture de la saison. Il réussit à maintenir le club dans l’élite. Le club, lui, se restructure. Il s’organise sous la forme d’une coopérative, vendant des parts aux supporters, afin de s’assurer que le club sera bien dirigé par des gens qui veulent vraiment en prendre soin. Un plan à long terme est adopté. Il prévoit la création d’une école de football pour les jeunes du Comté de Donegal. Il met aussi en place un plan de rénovation de Finn Park.
En 1998-1999 Finn Harps termine à une belle quatrième place en Premier Division et manque pour seulement un point d’accéder à la troisième place tenue par Shelbourne FC et ainsi de gagner sa place en Coupe d’Europe. Le club se hisse aussi en finale de la Coupe d’Irlande. Il est battu très difficilement par les Bray Wanderers. C’est néanmoins une des plus belles saisons du club en championnat d’Irlande. La saison 1999-2000 commence très mal. Sur les sept premiers matchs, Finn Harps ne récolte qu’un seul tout petit point sur les 21 possibles. Charlie McGeever démissionne. Il est remplacé par Gavin Dykes pour tenter de sauver le club de la relégation. Il réussit à maintenir le club. Celui-ci entre alors dans une période de turbulences. Les comptes affichent un déficit de £280,000. Finn Harps est oblige d’abandonner son statut de coopérative pour se sauver de la faillite. La saison suivante après avoir accumulé les échecs Dykes démissionne. Il est remplacé par Jonathan Speak, le candidat favori des fans du club au poste d’entraineur. De nouvelles structures financières sont mises en place. Après avoir lutté toute la saison et avoir réussi une période de 14 matchs sans défaite, Finn Harps ne peut éviter la relégation. Ainsi prend fin cinq années successives en première division.
En 2015, le club remonte en première division après avoir battu Limerick.

## Bilan sportif

### Palmarès
- Coupe d'Irlande
  - Vainqueur : 1974
  - Finaliste : 1999

- Tyler Cup
  - Finaliste : 1979

- Dublin City Cup
  - Vainqueur : 1972

- Top Four Cup
  - Finaliste : 1972

### Bilan européen
Note : dans les résultats ci-dessous, le score du club est toujours donné en premier.
| Saison    | Compétition      | Tour                | Club         | Domicile | Extérieur | Total  |
| --------- | ---------------- | ------------------- | ------------ | -------- | --------- | ------ |
| 1973-1974 | Coupe UEFA       | Premier tour        | Aberdeen FC  | 1 - 3    | 1 - 4     | 2 - 7  |
| 1974-1975 | Coupe des coupes | Seizièmes de finale | Bursaspor    | 0 - 0    | 2 - 4     | 2 - 4  |
| 1976-1977 | Coupe UEFA       | Premier tour        | Derby County | 1 - 4    | 0 - 12    | 1 - 16 |
| 1978-1979 | Coupe UEFA       | Premier tour        | Everton FC   | 0 - 5    | 0 - 5     | 0 - 10 |

Légende
- Victoire ou qualification pour le tour suivant
- Match nul
- Défaite ou élimination de la compétition

## Couleurs et symboles
|  |  |

Les couleurs traditionnelles de Finn Harps sont le bleu et le blanc. Le club a joué avec un maillot blanc et un short bleu avant d’intégrer le championnat d’Irlande. La tenue pour les matchs à l’extérieur était alors toute verte. Depuis 1969, Finn Harps a joué soit en maillot blanc soit en maillot bleu comme tenue principale et en vert ou jaune pour la tenue secondaire. Pendant les saisons 1975-1976 et 1976-1977 puis plus tard pendant les saisons 1983-194 et 1984-1985, le club a arboré une tenue à rayures verticales bleues et blanches. La tenue actuelle est toute bleue.
Finn Harps a eu plusieurs blasons pour le représenter. Tous, le plus souvent circulaires, présentent en leur centre une harpe. La harpe est traditionnellement le symbole de l’Irlande. Le blason moderne contient le nom du club écrit avec un style gaélique.
Pour célébrer son cinquantième anniversaire en 2004, Finn Harps a édité un blason doré qui est à l’exception des couleurs, très similaire à ceux utilisés auparavant.

## Le stade
Finn Harps joue ses matchs dans le stade de Finn Park à Ballybofey. L’enceinte est essentiellement formée de terrasses à ciel ouvert. En 2005 les terrasses ont été rénovées pour des raisons de sécurité,. Au total le stade peut accueillir approximativement 7 500 personnes. Il existe une seule tribune couverte qui peut accueillir 500 personnes. Situé sur les bords de la rivière Banks, le stade est souvent inondé en cas de fortes précipitations.
Le club est en train de faire construire un nouveau stade, le New Finn Harps Stadium. À terme ce sera un stade de 6 600 places assises et couvertes. La construction est en cours sur un terrain situé à Stranorlar. Le complexe sportif accueillera aussi un centre de formation régional placé sous l’autorité de la fédération d'Irlande de football. Le stade devrait être prêt pour l’ouverture de la saison 2017.